# نابرابری برنولی

جلوه‌ای از نابرابری برنولی، با نمودارهای و. در اینجا r=3

در آنالیز حقیقی، نابرابری برنولی(نام‌گذاری شده به نام ژاکوب برنولی) نابرابری‌ای است که کران پایین را برای توان‌های (1 + x) مشخص می کند.
این نابرابری بیان می‌کند که برای هر عدد صحیح مانند r که r ≥ 0 و هر عدد حقیقی مانند x که x ≥ −1 داریم:
{\displaystyle (1+x)^{r}\geq 1+rx\!}
اگر r زوج باشد آنگاه نابرابری برای تمام اعداد حقیقی x برقرار است.
از نابرابری برنولی معمولاً به عنوان یک پله مهم در اثبات دیگر نابرابری‌ها در ریاضیات استفاده می‌شود. خود این نابرابری نیز را می‌توان به کمک استقرای ریاضی اثبات کرد.

## اثبات نابرابری
برای r = 0،  {\displaystyle (1+x)^{0}\geq 1+0x\,} هم‌ارز با 1 ≤ 1 می‌باشد که صحیح است.
حال فرض کنید حکم برای r = k (k عددی مثبت) برقرار است. داریم:
{\displaystyle (1+x)^{k}\geq 1+kx.\,}
و از آنجا:
{\displaystyle {\begin{aligned}&{}\qquad (1+x)(1+x)^{k}\geq (1+x)(1+kx)\\&\iff (1+x)^{k+1}\geq 1+kx+x+kx^{2}\\&\iff (1+x)^{k+1}\geq 1+(k+1)x+kx^{2}\end{aligned}}}

اما از آنجایی که  kx2 ≥ 0 داریم: 
 در نتیجه: 
 یعنی حکم برای r = k + 1 برقرار است.
بنابراین با اسقراء نتیجه می‌گیریم که حکم برای تمام rهای بزرگتر یا مساوی صفر برقرار است.